# علي ديميتش
علي ديميتش مواليد 13 أكتوبر 1992 في موستار، جمهورية البوسنة والهرسك الاشتراكية، جمهورية يوغوسلافيا الاشتراكية الاتحادية، هو لاعب كرة سلة بوسني. بدأ مسيرته الاحترافية في سنة 2010. يبلغ طوله 6 قدم 8 بوصة (2.0 م).